# Ronde van Tunesië
De Ronde van Tunisië (Frans: Tour du Tunisie) is een meerdaagse wielerwedstrijd. De wedstrijd wordt gereden tijdens de lente in het Noord-Afrikaanse land Tunesië. De wedstrijd maakt deel uit van de UCI Africa Tour met classificatie van 2.2.

## Lijst van winnaars

### Meervoudige winnaars
| Overwinningen | Renner           | Land    | Jaren       |
| ------------- | ---------------- | ------- | ----------- |
| 2             | Mustapha Nejjari | Tunesië | 1978 + 1981 |
| 2             | Ali Marrouche    | Tunesië | 1992 + 1993 |
| 2             | Ahmed M'Raihi    | Tunesië | 2001 + 2002 |

### Overwinningen per land
| Overwinningen | Land                                             |
| ------------- | ------------------------------------------------ |
| 9             | Tunesië                                          |
| 4             | Marokko                                          |
| 3             | Algerije, Duitse Democratische Republiek, België |
| 2             | Duitsland, Frankrijk, Polen, Zweden              |
| 1             | Nederland, Egypte, Sovjet-Unie, Zuid-Afrika      |